# Chambri jezik
Chambri jezik  (ISO 639-3: can; tchambuli, tshamberi) jedan od papuanskih jezika koji je jedini predstavnik ispoimene podskupine donjosepičkih jezika. Nekada se klasificirao porodici sepik-ramu, a danas ramu-donosepičkoj porodici. 
Njime govori oko 1 700 ljudi iz plemena Tchambuli, plemena koje je izučavala Margaret Mead (Sex and Temperament in Three Primitive Societies) u četiri sela kod jezera Chambri u provinciji East Sepik u Papui Novoj Gvineji.

## Vanjske poveznice
- Ethnologue (14th)